# Sagina micropetala
Sagina micropetala là loài thực vật có hoa thuộc họ Cẩm chướng. Loài này được Rauschert miêu tả khoa học đầu tiên.